# Corydoras semiaquilus
Corydoras semiaquilus — вид тропических пресноводных рыб из рода коридорасов семейства панцирных сомов.
Вид обитает во внутренних водах Южной Америки и встречается в западном бассейне реки Амазонки в Бразилии и Перу.
Рыба в длину достигает до 6 см. Водится в тропическом климате в водах с 6.0-8.0 pH, и температурой 22-26 °C.
Питается червями, донными ракообразными, насекомыми, а также растениями. Рыба откладывает яйца на водорослях, взрослые особи потомство не охраняют.